# Resistance: Retribution
 (avril 2013).
Si vous disposez d'ouvrages ou d'articles de référence ou si vous connaissez des sites web de qualité traitant du thème abordé ici, merci de compléter l'article en donnant les références utiles à sa vérifiabilité et en les liant à la section « Notes et références ».
Resistance: Retribution est un jeu vidéo de tir à la troisième personne appartenant à la série des Resistance, il succède donc à Resistance: Fall of Man et precède chronologiquement à Resistance 2. Cette fois le joueur n'incarne plus Nathan Hale mais James Grayson. Le 20 février 2024 un portage est effectué sur PS4 et PS5.

## Trame
James Grayson était un soldat britannique engagé dans les violents combats contre les Chimères en Angleterre lors de l'invasion de l'Europe en 1951. Son frère, Johnny, pilote de la RAF, fut abattu puis capturé par les Chimères lors d'une mission. Quelques semaines plus tard, alors qu'il nettoyait un centre de conversion chimérien avec son escouade, James Grayson découvrit son frère sur une table d'opération, venant tout juste d'être infecté. Pris de pitié, il mit fin à son supplice en l'abattant. Rendu fou de rage par ce que les Chimères avait osé faire, Grayson déserta et commença à détruire un à un les centres de conversion d'Angleterre. À la fin du conflit, bien que Grayson ait rendu service à son pays, la Cour Martiale le condamna à mort pour désertion, son supérieur le Major Cartwright, ayant dressé de lui un portrait de soldat peu respectueux des ordres.
À quelques jours de son exécution, James Grayson est contacté en prison par le colonel Raine Bouchard, un officier du Maquis. Ce mouvement de résistance, ancienne branche radicale de l'Union Européenne de Défense et dernière force combattante sur le vieux continent, a besoin des précieuses connaissances de Grayson en la matière de centres de conversion pour se procurer des échantillons d'ADN au cœur d'une de ces forteresses, afin de créer un vaccin contre le virus chimérien. James Grayson, malgré son cynisme et sa résiliation (il est à rappeler qu'il a été condamné par le pays pour lequel il a tout sacrifié) accepte la mission, et est donc intégré en tant que mercenaire à la solde du Maquis dans une expédition à destination de l'Europe.

## Système de jeu
L'action se déroule cette fois avec une vue à la 3e personne.
Le ciblage (ou la visée) s'effectue avec les quatre boutons droits de la console. La croix sert à changer d'arme, et les gâchettes servent à tirer, ou à utiliser un tir secondaire/zoom. Les mises à couvert derrière des caisses ou des pans de murs se font automatiquement en s'en approchant.

## Sources
1. ↑  « Resistance: Retribution », sur store.playstation.com (consulté le 9 avril 2024)